# Lagarinthus
Lagarinthus es un género de fanerógamas de la familia Apocynaceae. Contiene 28 especies. Es originario de África.

## Descripción
Es una planta herbácea erguida, con o sin baja densidad de ramificación
Las hojas son sésiles;  herbáceas, de 5 cm de longitud, 5 cm de largo y 0.2 cm de ancho, lineal a lanceoladas, basalmente cuneadas con el ápice acuminado.
Las inflorescencias son extra-axilares, con 3-6 flores, simples, pedunculadas. 

## Taxonomía
El género fue descrito por Ernst Heinrich Friedrich Meyer y publicado en Commentariorum de Plantis Africae Australioris 202–3. 1838.

## Especies seleccionadas
- Lagarinthus abyssinicus
- Lagarinthus atrorubens
- Lagarinthus barbatus
- Lagarinthus brevicuspis
- Lagarinthus corniculatus
- Lagarinthus peltigera